# کوپیانسک
کوپیانسک (به روسی: Куп'янськ) شهری در استان خارکف در کشور اوکراین است. جمعیت این شهر ۲۷,۱۶۹ نفر (۲۰۲۱ تخمینی) است.